# Kirjat Jam

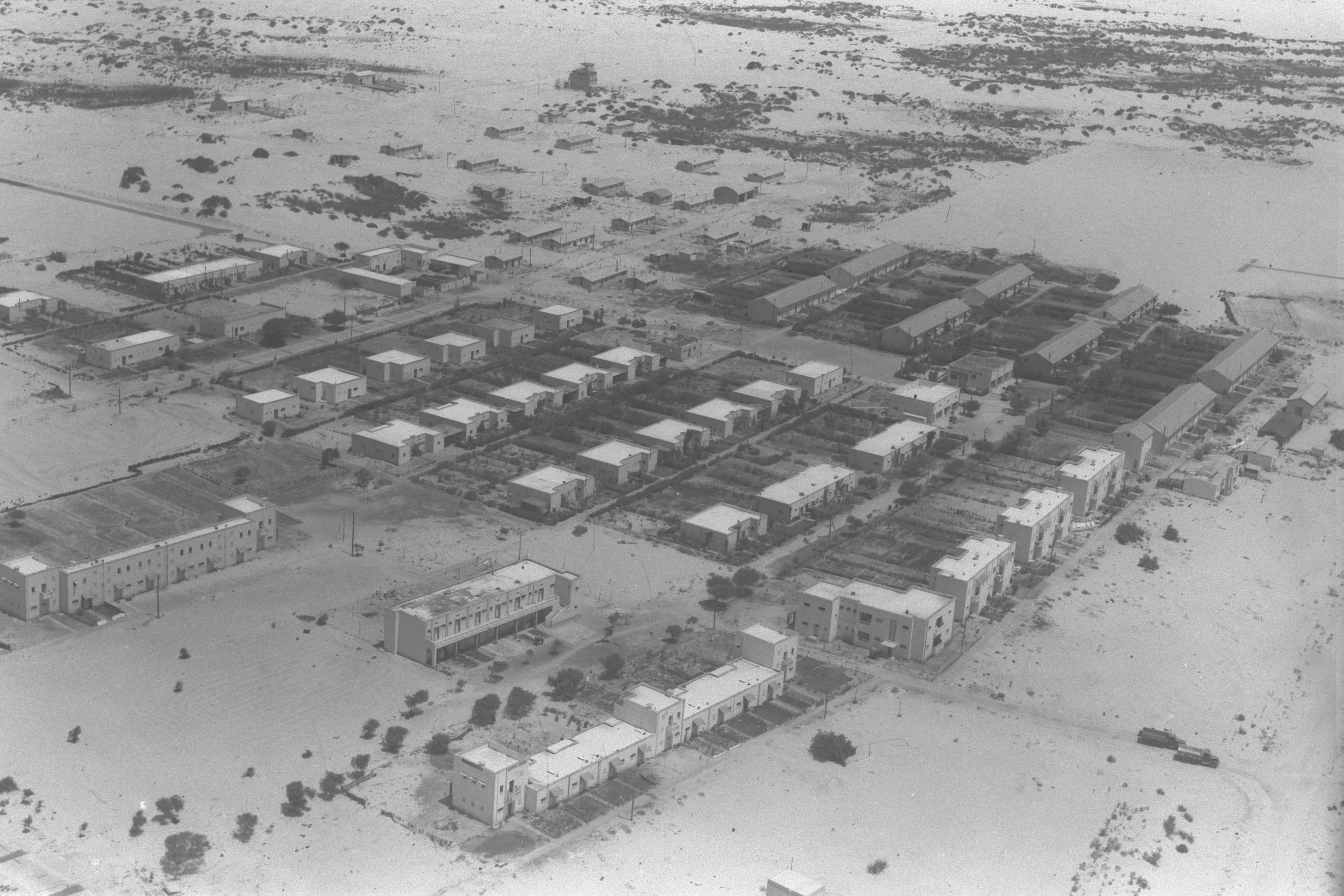
Kirjat Jam (1949)

Kirjat Jam (hebräisch קִרְיַת יָם Qirjat Jam, deutsch ‚Städtchen der See / Seestädtchen‘, Plene:קריית …, arabisch كريات يام) ist eine 1945 gegründete Stadt in Israel. Sie liegt etwa 10 km nördlich von Haifa und hatte 2003 etwa 38.000 Einwohner, darunter etwa 20.000, die seit 1990 mit einer großen Einwanderungswelle (Alija) nach dem Zusammenbruch der Sowjetunion kamen. 2008 lag die Einwohnerzahl bei etwa 40.000, 2018 hatte der Ort 39.909 Einwohner.
Zusammen mit einigen anderen kleinen Städten bildet Kirjat Jam einen Ballungsraum mit dem inoffiziellen Namen HaKrajot.

## Persönlichkeiten
- Avner Schatz (* 1959 in Kirjat Jam), Schriftsteller
- Shai Goldstein (* 1968 in Kirjat Jam), Radio- und Fernsehmoderator, Entertainer und Satiriker
- Orel Grinfeld (* 1981 in Kirjat Jam), Fußballschiedsrichter